# 上江洲安儀
上江洲 安儀 （うえず あんぎ、1935年1月3日 - ）は、日本の空手家で 空手団体一心流（OIKKA　1990年に設立）沖縄一心流空手古武道協会元主席師範。 
彼は一心流創設者である島袋龍夫の義理の息子であり 、10段位の黒帯である 。
サイパン島のチャラン・キヤ生まれ。サイパンの戦いの最中にアメリカ軍の機関銃射撃により負傷した。第二次世界大戦後、家族と共に沖縄に送還された。1958年に島袋の三女である由紀子と結婚し、一男をもうけた。1962年後半に一心流空手の修行を始め、1965年1月に黒帯を得た。 現在は武道の指導者から引退し、 うるま市入原に在住。 引退はしたものの、時折米国を訪れてセミナーを開催している。
1997年に一心流殿堂入り。   共著書に（ジョセフ・ジェニングスと共著）「一心流空手の百科事典：第一巻、緑帯を目指す初心者」がある。